# Sachari Jefimowitsch Tschernjakow
Sachari Jefimowitsch Tschernjakow (russisch Захарий Ефимович Черняков; * 26. Mai 1900 in Propoisk; † 28. November 1997 in Moskau) war ein Ethnologe und Sprachwissenschaftler, der als Spezialist für Samisch in der Sowjetunion bekannt war.

## Leben und Schaffen
Sachari Tschernjakow wurde am 26. Mai 1900 in Propoisk (heute Slauharad) in Belarus geboren. Später wohnte er mit seiner Familie im polnischen Lodz und in Sankt Petersburg. Er sprach Russisch, Belarussisch, Polnisch und aufgrund regelmäßiger Sommeraufenthalte der Familie in Finnland auch Finnisch.
Seine Gymnasialausbildung schloss der Sohn eines leitenden Angestellten in der Textilindustrie 1917 ab. Tschernjakov wurde Bolschewik und trat 1919 der Roten Armee als Freiwilliger bei. Er kämpfte von 1920 bis 1924 während des Russischen Bürgerkriegs in Petrograd, in der Ukraine und auf der Krim. Danach diente er in der Reserve und arbeitete in der Volksbildung. Er war an der Gründung der ersten Arbeiterfakultät der UdSSR 1923/1924 beteiligt und bildete Arbeiter und Bauern zu Lehrern aus.

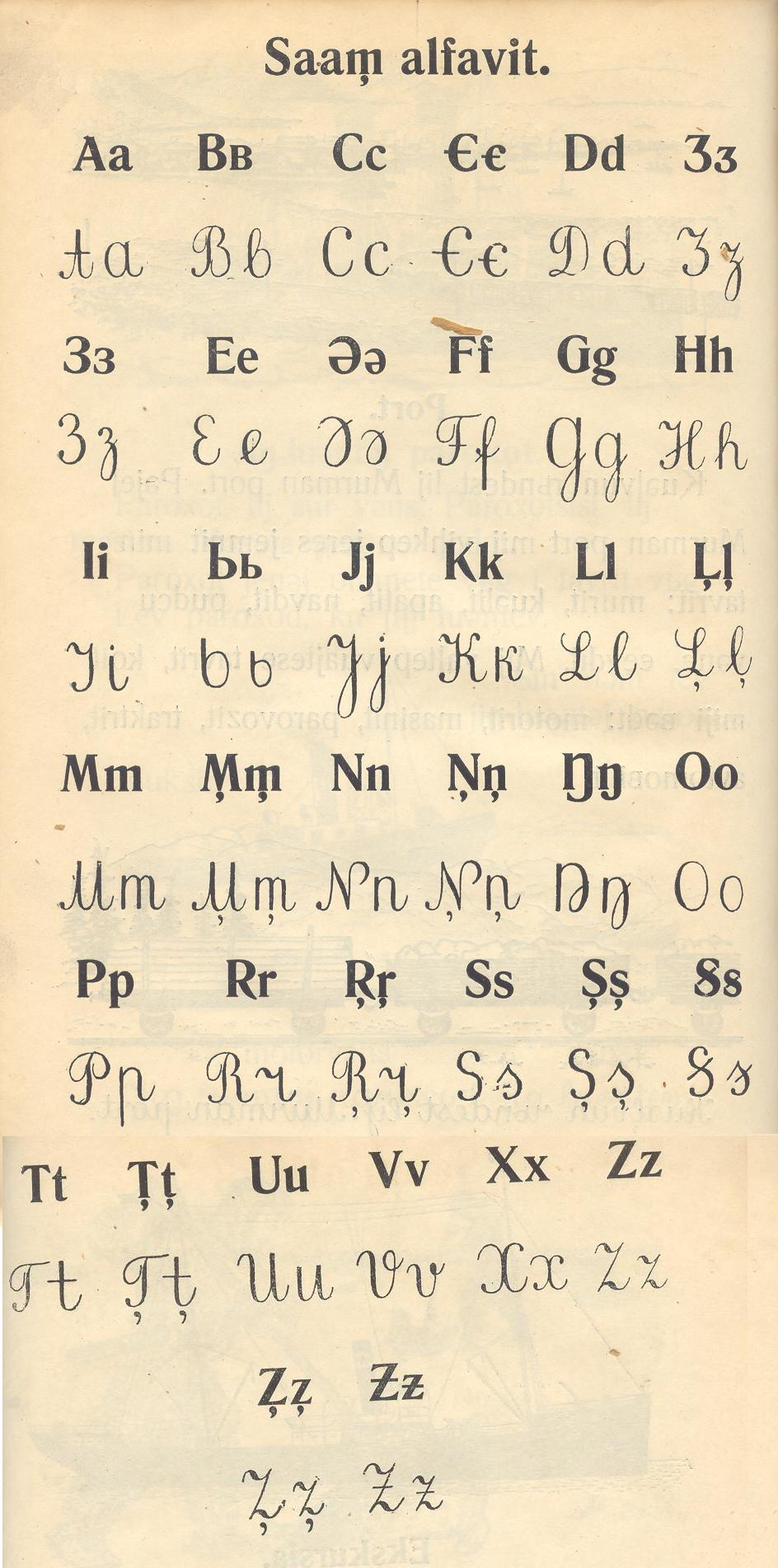
Das lateinische kildinsamische Alphabet von 1933

Gleichzeitig studierte Tschernjakow Ethnographie an der Geographischen Fakultät der Staatlichen Universität Petrograd (ab 1924 Leningrad). Nach Abschluss seines Studiums 1926 wurde er Assistent an dem von Tan-Bogoras geleiteten Ethnographischen Seminar und nahm zu dieser Zeit auch zum ersten Mal als Teilnehmer einer größeren Expedition an Feldforschungen in Nordrussland teil. Die sogenannte Lappische Expedition (russisch Лопарская экспедиция), auf der Tschernjakow unter anderem mit den Ethnologen Wladimir Tscharnoluski und Dawid Solotarew sowie dem Arzt F. G. Iwanow-Djatlow zusammenarbeitete, führte ihn 1927 zum ersten Mal zu den Samen der Halbinsel Kola.
Sein gesamtes weiteres Leben widmete Tschernjakov der Erforschung und Bewahrung der Kulturen und Sprachen der Indigener Völker des Nordens, besonders der Samen. 1927 wurde er wissenschaftlicher Mitarbeiter des Instituts der Völker des Nordens in Leningrad. Bereits während seiner ersten Forschungen auf der Halbinsel Kola erwarb Tschernjakow aktive Sprachkenntnisse des Kildinsamischen. Später unterrichtete er selber samische Studenten in Leningrad und zwischen 1933 und 1936 auch in der lokalen Lehrerausbildung in Murmansk, wo zu der Zeit eine samische Abteilung gegründet wurde. Gemeinsam mit Aleksander Endjukowski spielte Tschernjakow in dieser Zeit eine führende Rolle bei der Sprachplanung und der Schaffung einer einheitlichen Schriftsprache für die Samischen Sprachen in der Sowjetunion. Tschernjakow zog für seine Arbeit sogar nach Murmansk um und wurde dort Mitglied einer Kommission für Gebietsreform (russisch районирование) beim Zentralkomitee des Kreises Murmansk (heute Oblast Murmansk). Am selben Organ wurde er außerdem verantwortlicher Sekretär im Komitee Neues Alphabet (russisch Комитет нового алфавита).
1933 wurde das erste kildinsamische Lehrbuch von Tschernjakow veröffentlicht. Außerdem übersetzte er weitere Schulbücher für andere Fächer und Texte für die kommunistische Propaganda ins Kildinsamische. Allerdings wurde das für Samisch und andere Sprachen der Völker des Nordens entwickelte lateinische Alphabet und alle bereits veröffentlichten Lehrbücher und Texte nur kurz nach ihrem Erscheinen 1935 als "politisch schädlich" gebrandmarkt. Die Beschäftigung mit samischer Sprachplanung kam für mehrere Jahrzehnte zum Erliegen.
So wie die beiden Forscher und Sprachplaner Wassili Kondratjewitsch Alymow und Endjukowski wurde auch Tschernjakow der Mitgliedschaft in einer "konterrevolutionären samischen nationalistischen separatistisch-subversiven Widerstandsbewegung" verdächtigt. Doch entkam Tschernjakow dem Schicksal seiner Kollegen, die beide 1938 hingerichtet wurden, aus ungeklärten Gründen.
1937 wechselte Tschernjakow als wissenschaftlicher Mitarbeiter an das Institut der Völker des Nordens beim Zentralen Exekutivkomitee der UdSSR in Moskau und konnte dort seine Beschäftigung mit Ethnologie fortsetzen. Er arbeitete unter anderem an Schulatlanten über die geographische Verteilung der nationalen Minderheitengruppen in der UdSSR und in anderen Teilen der Welt. Im Zusammenhang mit der Arbeit an der Kartierung von Volksgruppen gründete er eine Arbeitsgruppe am Ethnographischen Institut der Lomonossow-Universität Moskau. 1941 wurde diese Arbeitsgruppe an den Militärisch-kartographischem Dienst (russisch Военно-топографическое управление (ВТУ)) beim Generalstab der Roten Armee angegliedert. 1943 wechselte Tschernjakow und die gesamte Arbeitsgruppe an das Ethnographische Institut der Akademie der Wissenschaften der UdSSR.

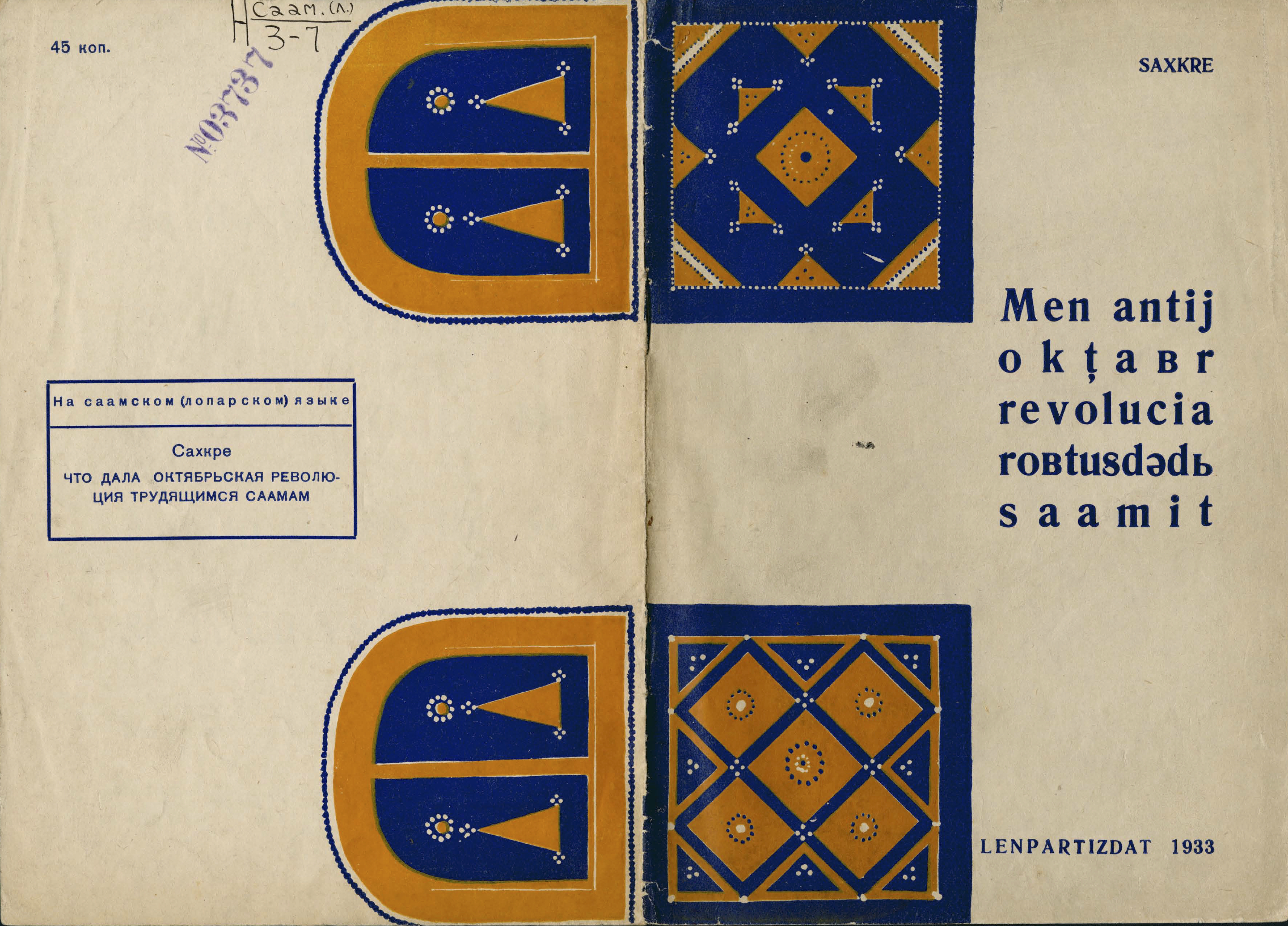
Einband des Buches „Was brachte die Oktoberrevolution den werktätigen Samen“ auf Kildinsamisch (1933)

Nach Ende des Zweiten Weltkriegs nahm Tschernjakow wieder seine pädagogische Arbeit mit Schülern und Studenten auf. Allerdings unterbrach er seine Arbeit als Lehrer noch ein weiteres Mal zum Ende der 1950er Jahre. Er bekam 1958 die Aufgabe, bei den Planungen zu einer Volkszählung mitzuarbeiten und die Teile zur ethnischen Zugehörigkeit und zur Muttersprache vorzubereiten. Im Januar 1959 nahm er als Vertreter des Statistikbüros der UdSSR persönlich an der Durchführung dieser Volkszählung in der Oblast Murmansk teil.
Sogar nach seiner Alterspensionierung 1962 war Tschernjakow in verschiedenen Forschungsinstituten als Statistiker und Sprachplaner für die Minderheiten bzw. nicht-russischsprachigen Nationalitäten der Sowjetunion beschäftigt. Er untersuchte die Ausbildung in nicht-russischen Schulen, zuerst im Auftrag der Forschungsabteilung des Statistikbüros der UdSSR und ein Jahr später an der Forschungsabteilung für die Nationalen Schulen an der Akademie für Pädagogische Wissenschaften der UdSSR. Zwischen 1968 und 1978 sammelte er zu diesem Thema bedeutendes Material in allen damaligen Sowjetrepubliken. 1975 reiste er im Zusammenhang mit dieser Arbeit auch wieder einmal auf die Halbinsel Kola.
In den 1980er Jahren wurde die sprachplanerische Arbeit für das Samische in der Sowjetunion offiziell wieder aufgenommen und eine entsprechende Arbeitsgruppe unter der Leitung der Pädagogin und Sprachwissenschaftlerin Rimma Kurutsch gegründet. Tschernjakow brachte sich zu der Zeit ebenfalls wieder in die praktische Arbeit für die Wiederbelebung der Kultur und Sprache der Samen ein. Erneut unternahm er 1984 eine Reise auf die Halbinsel Kola und beendete im gleichen Jahr das Manuskript für ein Buch mit Essays zur samischen Ethnographie. Nach der Perestroika in den 1990er Jahren organisierte Tschernjakow auf Einladung der Russischen Universität der Völkerfreundschaft Veranstaltungen über samische Ethnographie gemeinsam mit Studenten.
Sachari Tschernjakow starb am 28. November 1997 in Moskau. 1998 wurde sein Buch (auf Russisch und Englisch) postum an der Universität Rovaniemi in Finnland herausgegeben.

## Schriften (Auswahl)
Monographien
- 1926. Sotsiologija v naschi dni. (Soziologie in unseren Tagen). Moskau
- 1998. Otscherki etnografii saamow, hrsg. v. Leif Rantala, Rovaniemi
- 1998. Essays on Saami ethnography, hrsg. v. Leif Rantala, Rovaniemi

Lehrmaterialien
- 1929. Pervaj urohk Saam̦a ĸ̦ıl. (Manuskript einer Fibel für Tersamisch). Leningrad
- 1933. Saamski bukvar. (Fibel für Kildinsamisch). Moskau

Übersetzungen ins Kildinsamische
- 1933. Men antij Okţabr Revolucia robtus̷dədь saamit. (Was brachte die Oktoberrevolution den werktätigen Samen). Leningrad.
- 1934. Mi lij mogka industrializacija jemnest. (Was ist das Industrialisierung des Landes). Murmansk